# 마법진
마법진(魔法陣, 영어: magic circle)은 의식 마법의 일부 분야를 수행하는 사람들이 표시한 공간의 서클로, 그들은 일반적으로 에너지를 포함하고 신성한 공간을 형성하거나 마법 보호의 형태를 제공하거나 둘 다 제공한다고 믿는다. 그것은 물리적으로 표시되거나 소금, 밀가루 또는 분필과 같은 재료로 그려지거나 단순히 시각화될 수 있다.

## 기법

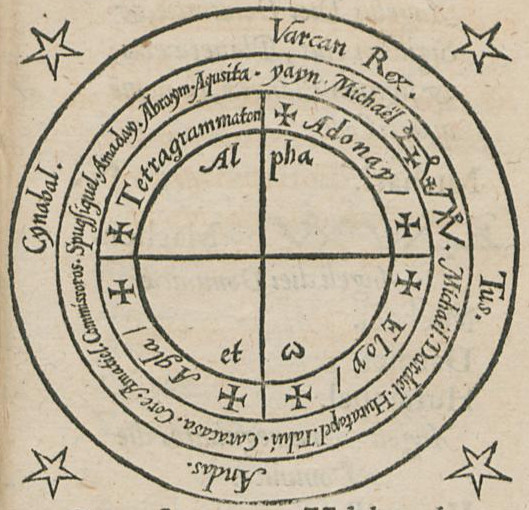
봄 주일의 첫 시간을 위한 마법진의 모습

전통적으로 의식 마술사들은 원이 자신과 소환 대상 사이에 보호 장벽을 형성한다고 믿었다. 헵타메론으로 알려진 한 텍스트는 원에 대해 다음과 같이 말한다. '그러나 가장 큰 힘은 원에 기인하기 때문입니다. (그들은 악령으로부터 운영자를 안전하게 보호하기 위한 특정 요새이기 때문아다); 우선 우리는 원의 구성에 관해 다룰 것이다.'
더욱이, 마술사이자 역사가인 제이크 스트라톤-켄트는 '한마디로 원은 영혼에 대한 미신적 공포의 낡은 상징이 아니라 다양한 목적을 위해 의도적으로 만들어진 의식 공간이다. 그것은 모든 종류의 제사에 항상 필요한 것은 아니지만, 가치가 없는 것도 아니며, 정반대이다. 신성한 공간을 만드는 것은 가장 원시적인 의식 중 하나이며, 그러한 의도적인 행동은 어떤 물질만큼이나 향정신성이라는 용어에 합당하다.'
원은 지면에 물리적으로 표시될 수도 있고 표시되지 않을 수도 있으며, 원 표시에 대한 다양하고 정교한 패턴은 종종 천사와 신성한 이름을 포함하는 마도서와 마법 매뉴얼에서 찾을 수 있다. 이러한 표시 또는 장식되지 않은 단순한 원은 백악이나 소금으로 그리거나 밧줄과 같은 다른 방법으로 표시할 수 있다. 일부 전통에는 추적 또는 순환이 포함된다.

## 용도

### 수메르에서
수메르인들은 마법진을 사용하는 관행을 지수루라고 불렀다.

### 유대교
마법진 사용을 보여주는 유대인 관습의 예는 알자스와 주변 지역의 출생 보호 의식에서 찾을 수 있다. 1560년 초에 랍비인 나프탈리 히르슈벤 엘리제 트레베스의 글에는 릴리스와 악마로부터 그녀를 보호하기 위해 산모 주위에 원을 그리는 관습이 언급되어 있다. 이것은 조산사나 아이의 아버지가 사용하는 크라스메서(원형 칼)를 사용하여 이루어졌다. 파울 크리스티안 키르치네르의 1734년 유대인 출생 관습에 대한 설명에는 침대 근처에 칼이나 칼을 보여주는 삽화가 포함되어 있으며, 마찬가지로 요한 크리스티안 게오르크 보덴샤츠는 18세기에 임신한 여성 근처에 칼을 두었다고 설명한다. 스위스 유대인 박물관의 출판물에 있는 20세기 바덴뷔르템베르크주의 구전 기록에서도 출산 중인 여성을 보호하기 위해 칼을 들고 돌고 있는 움직임을 언급한다.

### 황금여명회

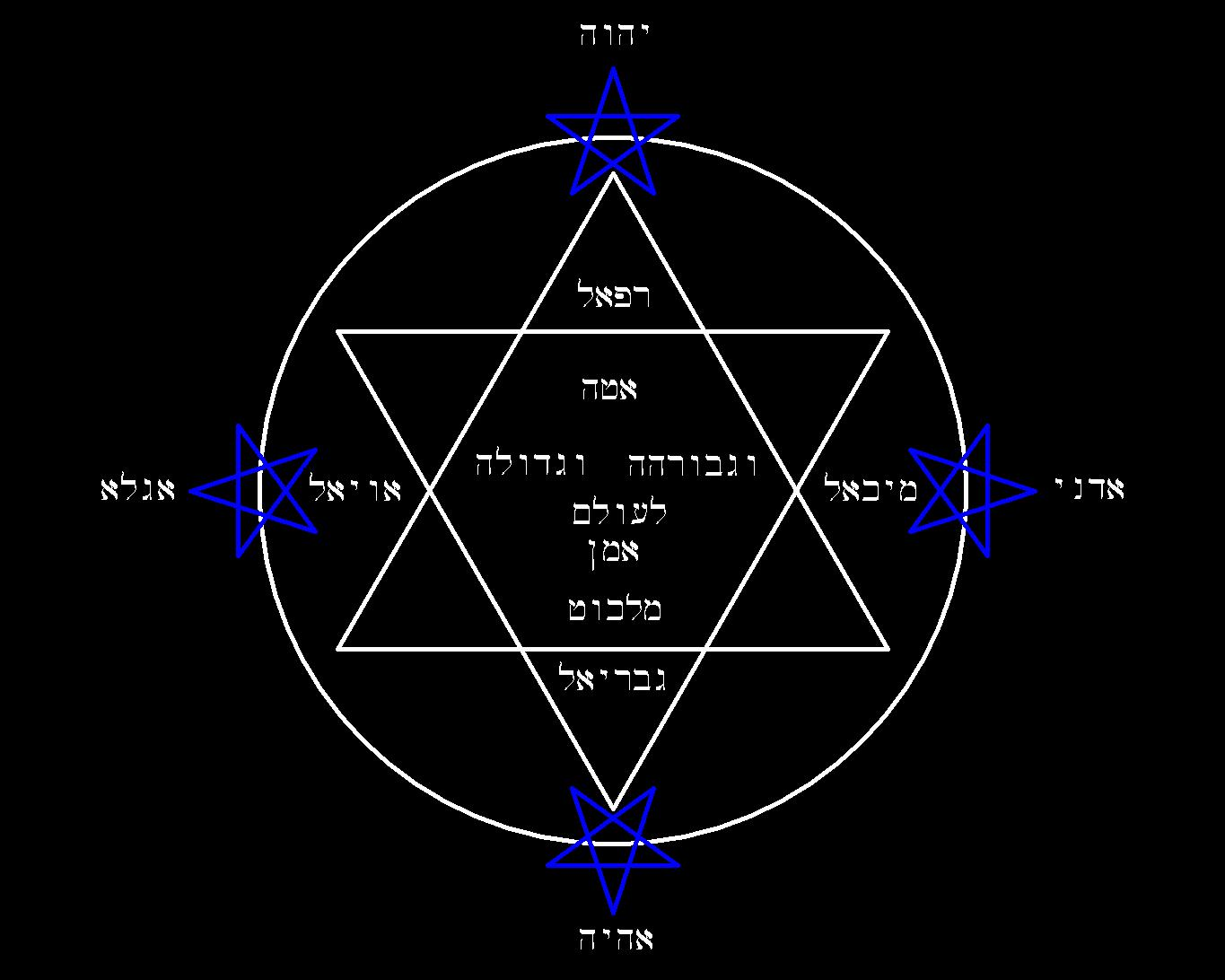
LBRP의 몸짓과 히브리어 단어의 개략도

현대 서양 밀교에 가장 큰 영향을 끼친 황금여명회는 오각성의 작은 의식과 망루에 의한 개막의 관행을 소개했다. LBRP(Lesser Banishing Ritual of the Pentagram)는 일반적으로 일상적인 연습으로 사용되며 마법 작업 전에도 수행되는 반면 망루 의식은 훨씬 더 복잡하다.  두 가지 의식 모두 의식 마술사, 신비주의 카발리스트, 신이교인, 텔레마인을 포함한 다양한 실무자들이 사용 하고 있다.

### 위카
위카에서는 전통적인 유럽의 마도서와 마찬가지로 마법진의 직경이 일반적으로 9피트이지만 크기는 원의 목적과 시전자의 선호도에 따라 다를 수 있다.
위카의 일부 바리에이션은 '쿼터 캔들'에 대한 일반적인 의식 색상 속성을 사용한다 : 동쪽의 공기는 노란색, 남쪽의 불은 빨간색, 서쪽의 물은 파란색, 북쪽의 땅은 녹색이다(이러한 속성은 지리적 위치와 개인 철학에 따라 다르다).
원 내에서 에너지를 높이는 일반적인 기술은 힘의 원뿔을 사용하는 것이다.
장벽은 깨지기 쉬운 것으로 생각되어 원을 떠나거나 통과하면 약화되거나 제거된다. 이것을 "원을 깨는 것"이라고 한다. 일반적으로 수행자는 반드시 필요한 경우가 아니면 서클을 떠나지 않는 것이 좋다.
원을 그대로 유지하려면 일반적으로 동쪽에 있는 원의 에너지로 문을 잘라야 한다고 위카인은 믿다. 칼, 지팡이 또는 단검(아타메)과 같이 원을 던지는 데 사용 된 모든 것이 출입구를 절단하는데 사용되며, 원을 해치지 않고 모든 것이 통과 할 수있는 지점에서 출입구가 절단된다. 이 개구부는 나중에 원의 선을 다시 연결하여 닫아야 한다.
원은 일반적으로 실무자가 아타메 또는 손을 포함하여 원을 만드는데 사용된 모든 것을 사용하여 에너지를 끌어들여 완료한 후 닫힌다(보통 시계 반대 방향 방식). 이를 '서클 닫기' 또는 '서클 해제'라고 한다.

## 같이 보기
- 만다라
- 얀트라

### 참고 문헌
- Agrippa, Heinrich Cornelius (2009).  Donald Tyson, 편집. 《The Fourth Book of Occult Philosophy》. Llewellyn. ISBN 978-0-7387-1876-7
- Buckland, Raymond (2002). 《Buckland's Complete Book of Witchcraft》 2판. Llewellyn Publications. ISBN 0-87542-050-8.
- Cunningham, Scott (2001). 《Wicca: A Guide for the Solitary Practitioner》. Llewellyn Publications. ISBN 0-87542-118-0.
- Jung, Carl Gustav (1968). 《Psychology and Alchemy》. Collected Works 12. Princeton, NJ: Princeton University Press. ISBN 0-691-01831-6.
- Lubrich, Naomi, 편집. (2022). 《Birth Culture. Jewish Testimonies from Rural Switzerland and Environs》. Basel: Schwabe Verlagsgruppe AG Schwabe Verlag. ISBN 978-3796546075.
- Starhawk  (1989). 《The Spiral Dance: A Rebirth of the Ancient Religion of the Great Goddess 》. Harper & Row. ISBN 978-0062508140.
- Stratton-Kent, Jake (2010). 《Geosophia: The Argo of Magic》 1. Scarlet Imprint. ISBN 978-0-9567203-0-6.